# Andrea Bucciol
Andrea Bucciol (Venezia, 21 agosto 1967) è un allenatore di calcio a 5 italiano.

## Carriera
Originario di Jesolo ma trapiantato a Tarcento, ha debuttato nel calcio a 5 nella Spaggiari Tarcento, sia come portiere della squadra sia come collaboratore dell'allenatore Pividori. Quando la società ha cessato l'attività si è trasferito al Manzano ricoprendo il ruolo di preparatore atletico e dei portieri oltre ad essere dirigente della società per una decina d'anni. Sposato con Agnieszka, nel 2009 si trasferisce a Bielsko-Biała, dove entra immediatamente in contatto con la locale società di calcio a 5, il Rekord, militante nella massima serie nazionale. Inizialmente allenatore in seconda, dalla stagione 2010-11 diventa capo allenatore, raggiungendo nelle stagioni successive due terzi posti e vincendo una Coppa di Polonia che rappresenta il primo trofeo nazionale della società slesiana. Oltre alla prima squadra, Bucciol è anche l'allenatore delle formazioni Under-14 e Under-16: nella stagione 2013-14 ha vinto con entrambe il campionato di categoria.
Confermando il proprio impegno alla guida del settore giovanile del Rekord, il 22 maggio 2013 viene nominato commissario tecnico della Nazionale di calcio a 5 della Polonia al posto del dimissionario Klaudiusz Hirsch; al debutto sulla panchina della Nazionale, coglie una vittoria per 6-1 contro la Malaysia. Nell'agosto 2015 lascia la panchina della nazionale, venendo sostituito da Andrzej Bianga.

## Palmarès
- Puchar Polski: 1

Rekord Bielsko-Biała: 2012-13